# Margarete Meseritz-Edelheim
Margarete Meseritz-Edelheim (geboren als Margarete Meseritz 18. September 1891 in Berlin; gestorben 26. Mai 1975 in New York City) war eine deutsche Juristin, Journalistin und Frauenrechtlerin.

## Leben
Margarete Meseritz war eine Tochter des Fabrikanten Hugo Meseritz und der Frauenrechtlerin Alisa Meseritz. 1913 wurde sie an der Friedrich-Alexander-Universität Erlangen-Nürnberg im Fach Jura promoviert. Sie war Mitbegründerin und Vorsitzende des Deutschen Juristinnenverbandes. Sie heiratete 1918 den Sozialisten John Edelheim, der 1931 starb. In zweiter Ehe heiratete sie 1946 den Arzt Eduard Muehsam (1897–1977).

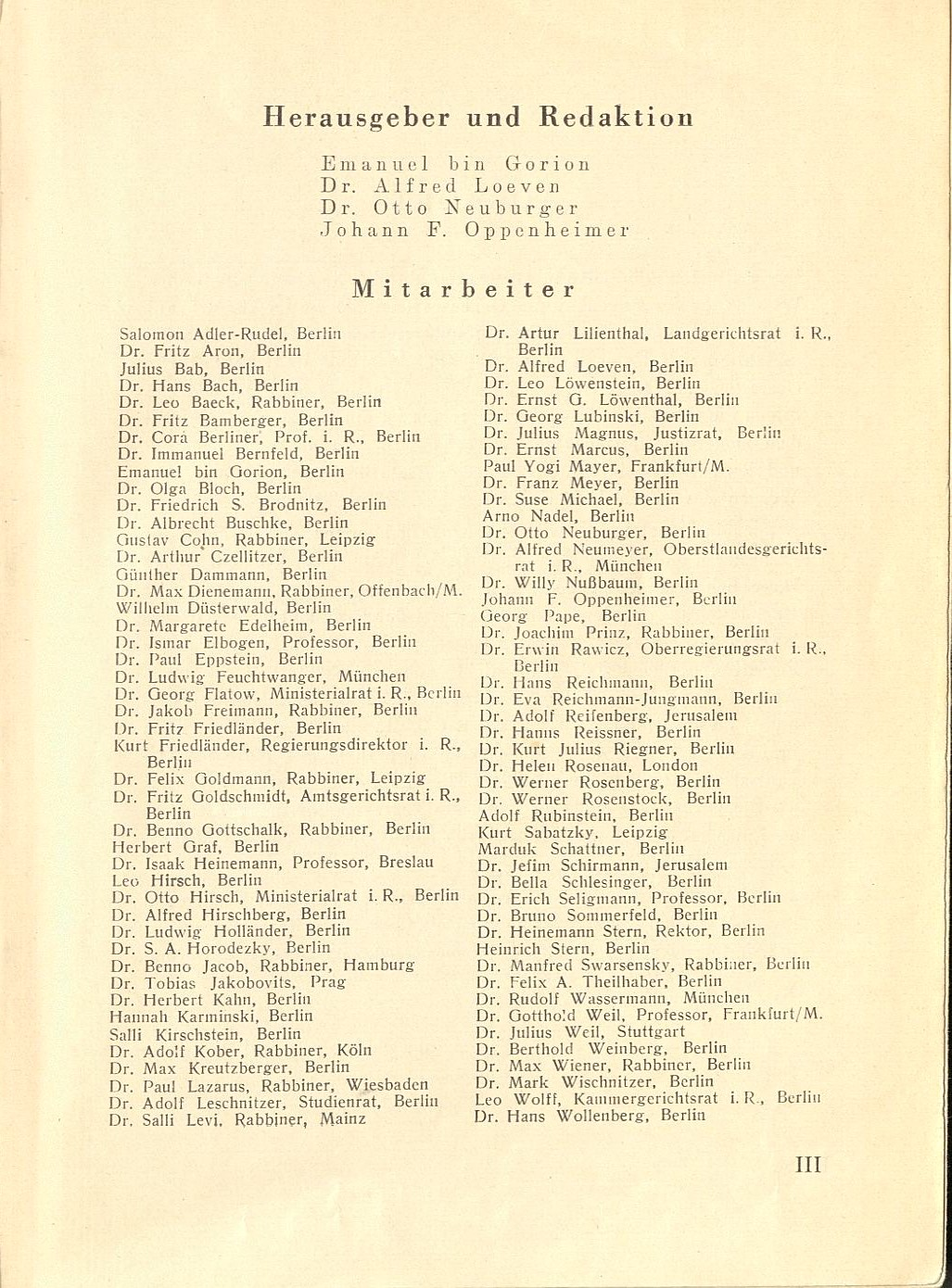
Margarete Edelheim als Mitarbeiterin am Philo-Lexikon (1935)

In der Weimarer Republik engagierte sie sich für die Politisierung der Frauen.
Nach der Machtergreifung der Nationalsozialisten 1933 durfte sie wegen Schriftleitergesetzes ab 1934 nur noch für die jüdische Presse arbeiten und wurde stellvertretende Chefredakteurin der CV-Zeitung. Infolge der zunehmenden Judenverfolgung im nationalsozialistischen Deutschen Reich emigrierte sie 1938 in die USA.
Muehsam-Edelheim fand kurzzeitige Beschäftigungen beim American Jewish Committee (AJC), beim ORT, konnte mit Stipendien an der Harvard University und an der Columbia University studieren und war von 1955 bis 1975 beim Leo Baeck Institute (LBI) tätig.